# Aphelinoidea totinigra
Aphelinoidea totinigra är en stekelart som beskrevs av Alexandre Arsène Girault 1930. Aphelinoidea totinigra ingår i släktet Aphelinoidea och familjen hårstrimsteklar. Inga underarter finns listade i Catalogue of Life.